# Olios tigrinus
Olios tigrinus là một loài nhện trong họ Sparassidae.
Loài này thuộc chi Olios. Olios tigrinus được Eugen von Keyserling miêu tả năm 1880.